# ほしみ駅

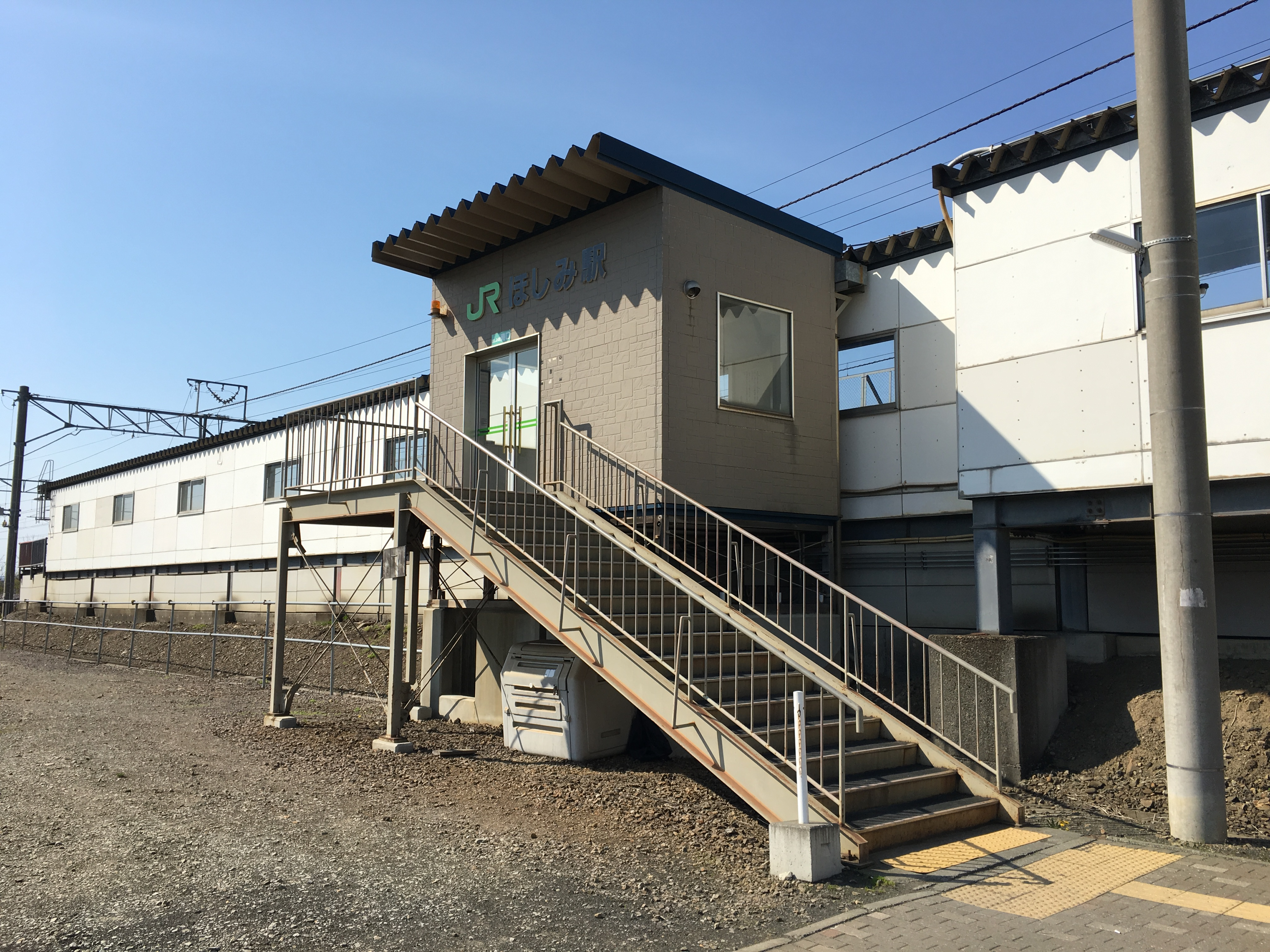
南口駅舎（2017年5月）

ほしみ駅（ほしみえき）は、北海道札幌市手稲区星置1条9丁目にある北海道旅客鉄道（JR北海道）函館本線の駅である。駅番号はS10。電報略号はホミ。

## 歴史
札幌市最西端に位置し、住宅地の広域化に伴い新設された請願駅である。駅の開業にあわせて、北海道ジェイ・アール土地開発および岩倉土地開発によって宅地分譲が行われた。

### 年表
- 1995年（平成7年）3月16日：北海道旅客鉄道（JR北海道）函館本線の駅として、銭函駅 - 星置駅間に開業（旅客のみ取扱い）[2]。北口を開設[3]。
- 1999年（平成11年）3月11日：自動券売機。
- 2000年（平成12年）3月31日：南口を開設[3]し、自動改札機を設置[4]。
- 2007年（平成19年）10月1日：駅ナンバリングを実施[5]。
- 2008年（平成20年）10月25日：ICカード「Kitaca」使用開始[6]。
- 2024年（令和6年）3月16日：同日のダイヤ改正で、快速「ニセコライナー」と日中帯の快速「エアポート」の停車駅となる[7][8]。

### 駅名の由来
駅近くの星置川に架かる「星観（ほしみ）橋」の名称、星置地区一帯の「星」をイメージする地域性にふさわしいことから。現在でもJR北海道の駅で唯一のひらがな駅名となっている。

## 駅構造
手稲駅管理の無人駅。ホームは相対式2面2線（ホーム長：135m・140m）。改札口は南北2か所にある。簡易自動券売機、簡易自動改札機（Kitaca・磁気券ともに対応）設置。
主に昼間帯に当駅から札幌方面へ折り返し運転を行う列車が設定されているが、これは折り返しを実施する隣の銭函駅の中線にホームがないための措置であり、当駅 - 銭函駅間を回送運転している。詳しくは銭函駅の記事を参照のこと。
駅名が平仮名のため、通常の駅名標で見られる平仮名・漢字の併記でなく、平仮名一行の表示になっている駅名標が存在する。

### のりば
| 番線 | 路線      | 方向 | 行先             |
| ---- | --------- | ---- | ---------------- |
| 1    | ■函館本線 | 上り | 小樽・然別方面   |
| 2    | ■函館本線 | 下り | 江別・岩見沢方面 |

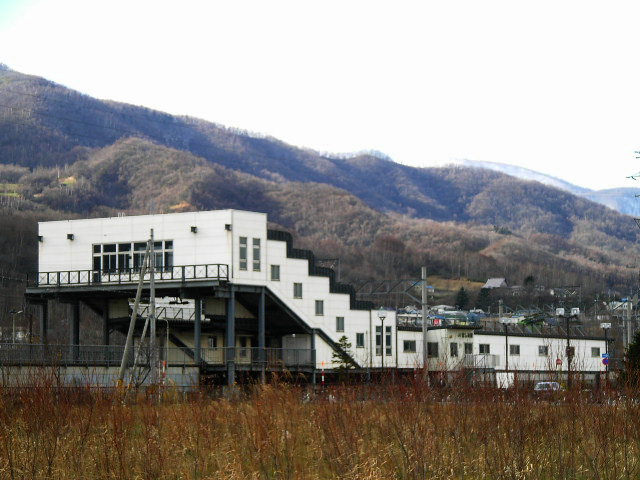
駅舎全景（2004年11月）
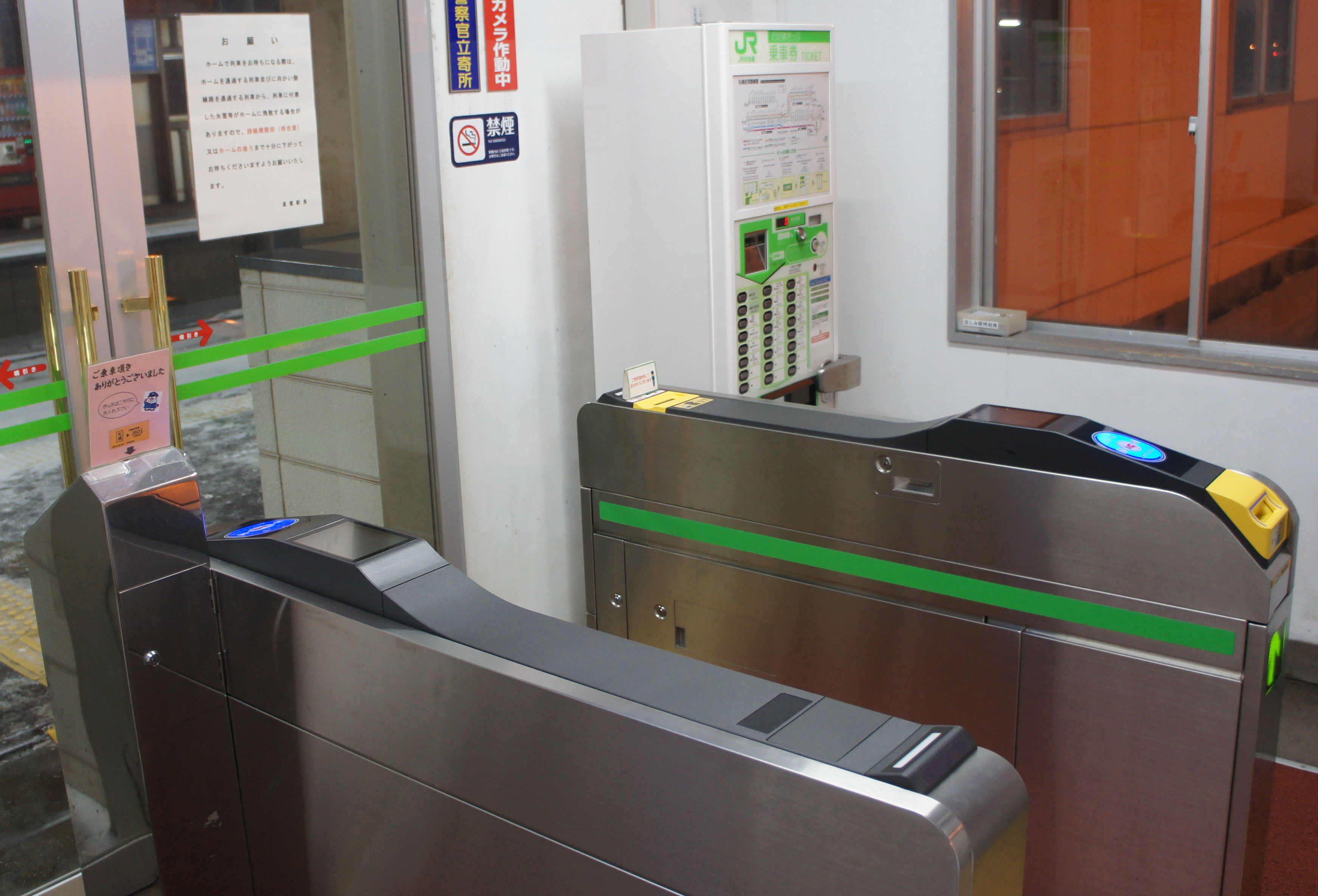
北口改札と簡易自動券売機（2017年12月）
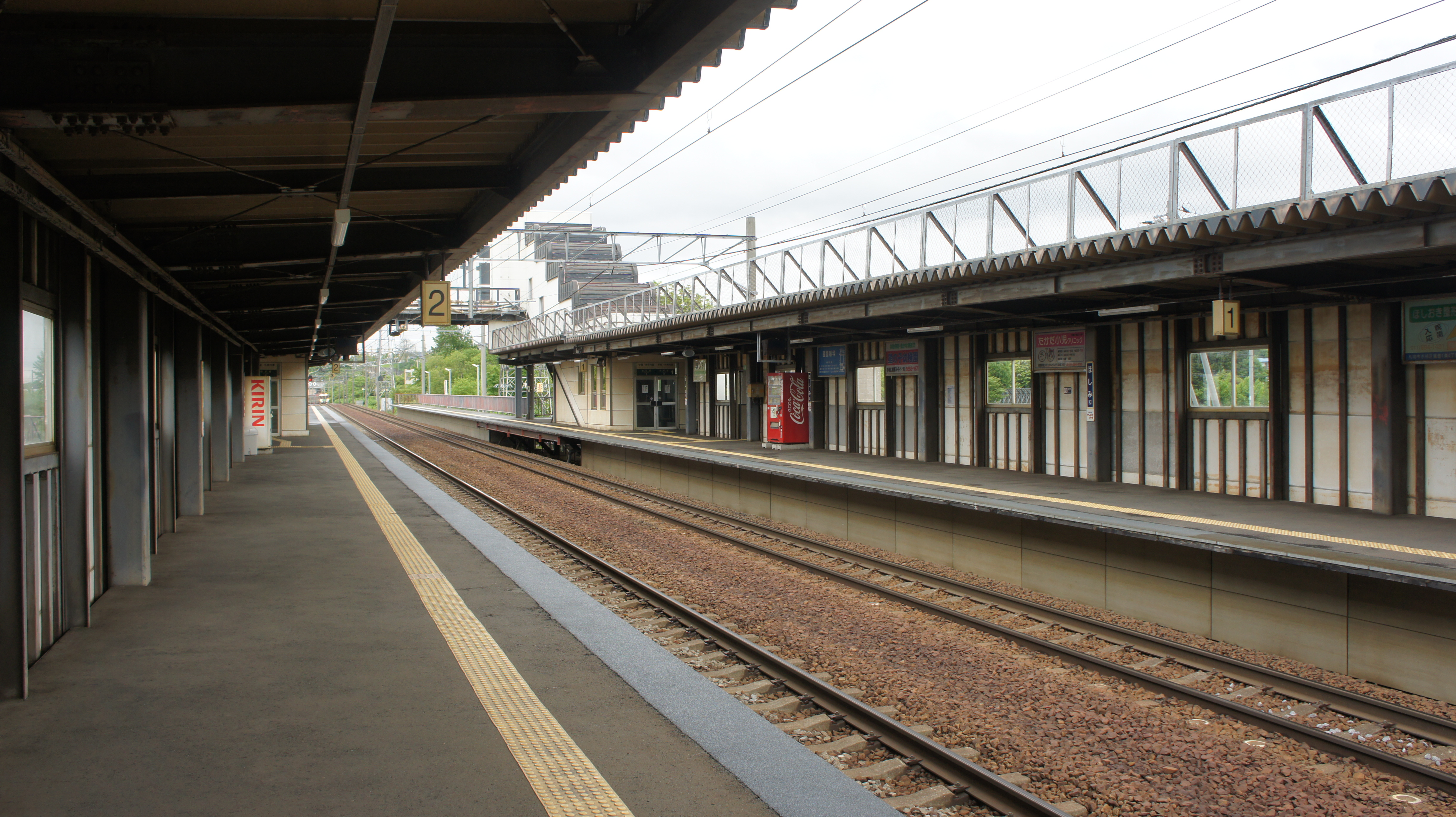
ホーム（星置方面を望む） （2017年5月）
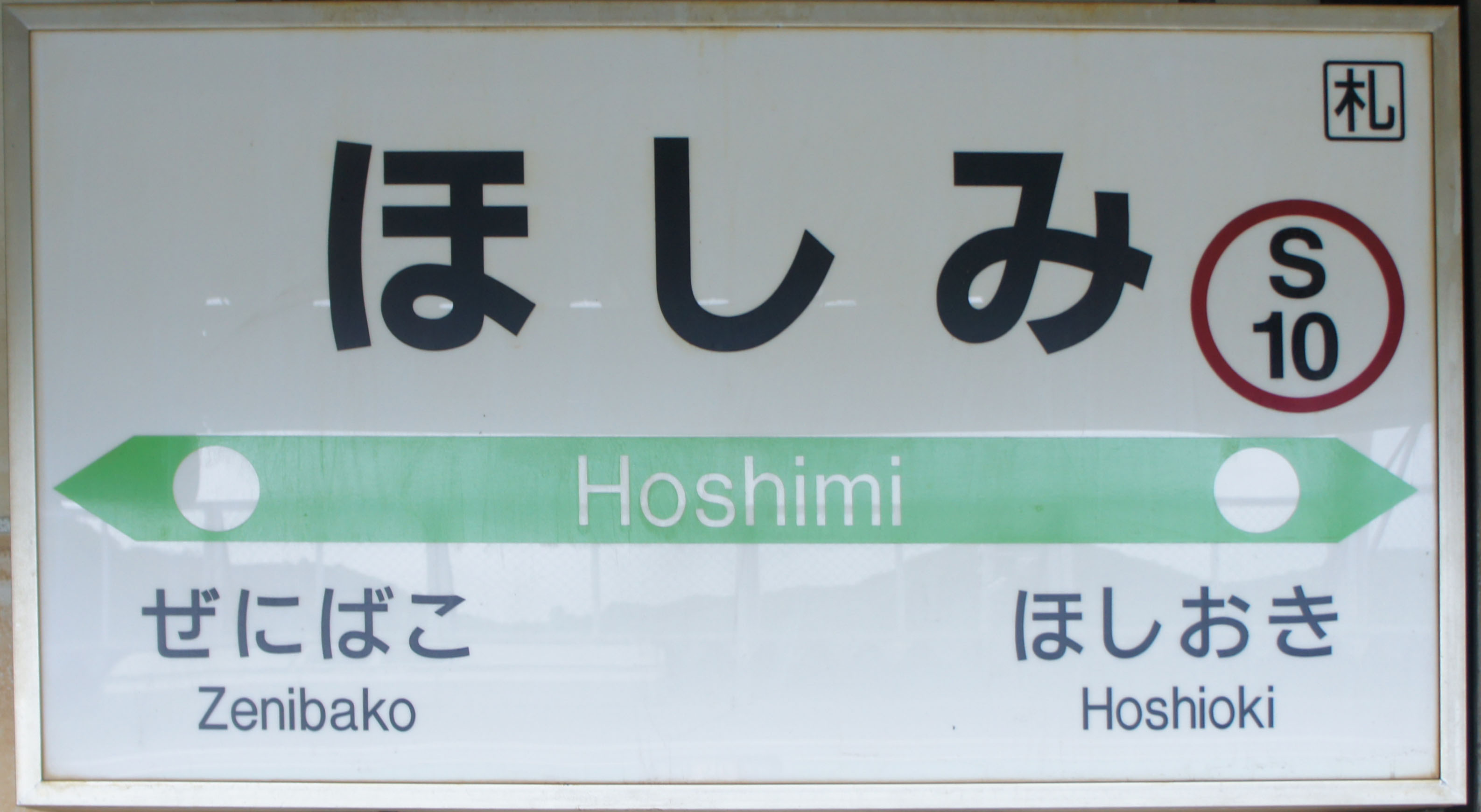
駅番号付与後の駅名標① 平仮名一行の表示になっている。（2017年5月）
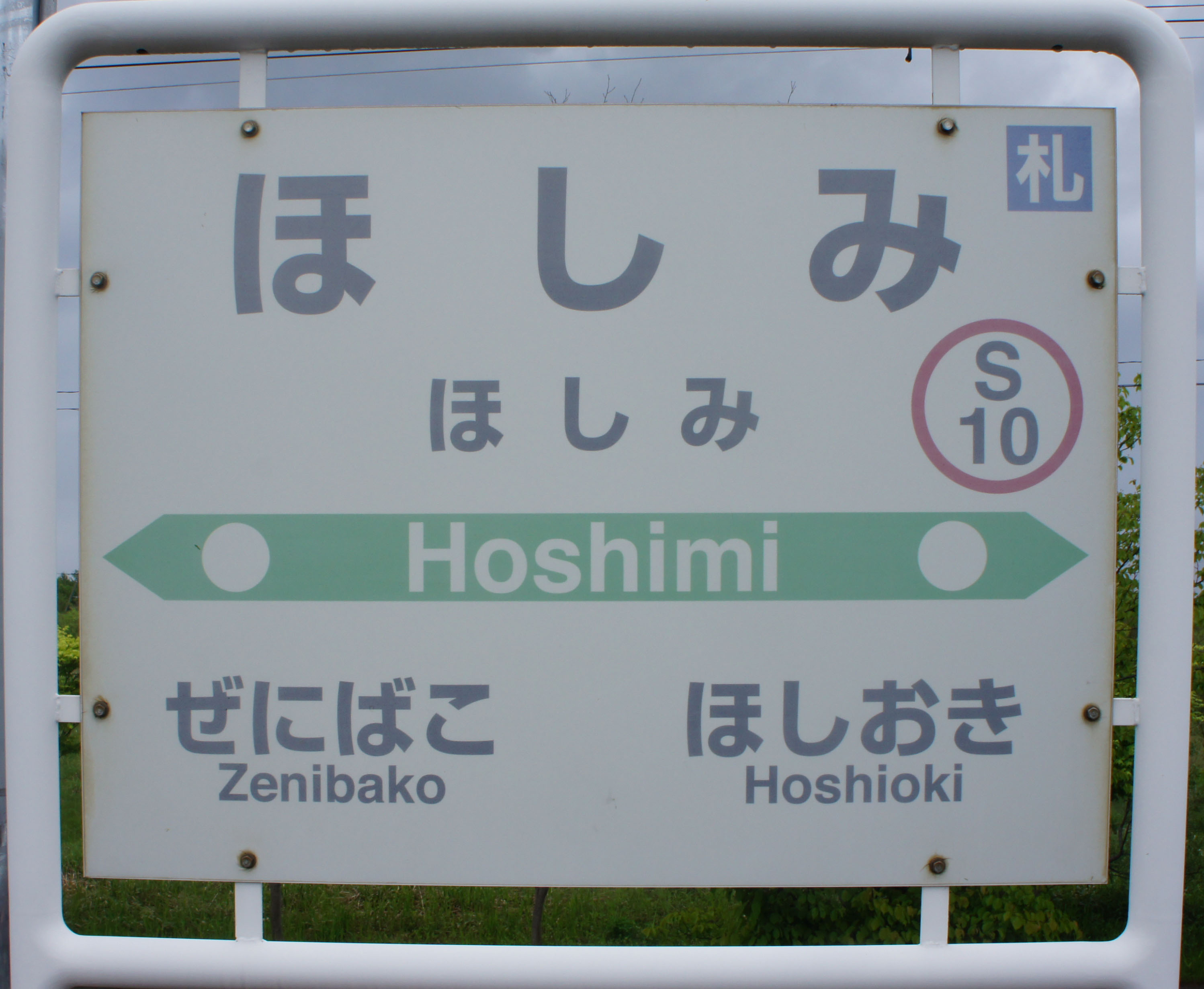
駅番号付与後の駅名標② 通常の駅名標で見られる漢字の併記部分にも平仮名で表示されている。（2017年5月）

## 利用状況
2022年（令和4年）度の1日平均乗車人員は997人である。
近年の1日平均乗車人員の推移は以下の通りである。
| 乗車人員推移       | 乗車人員推移 | 乗車人員推移 |
| 年度               | 1日平均人数  | 出典         |
| ------------------ | ------------ | ------------ |
| 1995年（平成07年） | 268          | [ * 2 ]      |
| 1998年（平成10年） | 596          | [ * 3 ]      |
| 1999年（平成11年） | 662          | [ * 3 ]      |
| 2000年（平成12年） | 660          | [ * 2 ]      |
| 2001年（平成13年） | 657          | [ * 3 ]      |
| 2002年（平成14年） | 650          | [ * 3 ]      |
| 2003年（平成15年） | 688          | [ * 3 ]      |
| 2004年（平成16年） | 716          | [ * 2 ]      |
| 2005年（平成17年） | 775          | [ * 2 ]      |
| 2006年（平成18年） | 837          | [ * 2 ]      |
| 2007年（平成19年） | 938          | [ * 2 ]      |
| 2008年（平成20年） | 946          | [ * 2 ]      |
| 2009年（平成21年） | 959          | [ * 2 ]      |
| 2010年（平成22年） | 1,017        | [ * 2 ]      |
| 2011年（平成23年） | 1,051        | [ * 2 ]      |
| 2012年（平成24年） | 1,080        | [ * 2 ]      |
| 2013年（平成25年） | 1,114        | [ * 2 ]      |
| 2014年（平成26年） | 1,103        | [ * 2 ]      |
| 2015年（平成27年） | 1,086        | [ * 2 ]      |
| 2016年（平成28年） | 1,080        | [ * 2 ]      |
| 2017年（平成29年） | 1,073        | [ * 2 ]      |
| 2018年（平成30年） | 1,120        | [ * 2 ]      |
| 2019年（令和元年） | 1,093        | [ * 4 ]      |
| 2020年（令和02年） | 913          | [ * 1 ]      |
| 2021年（令和03年） | 956          | [ * 1 ]      |
| 2022年（令和04年） | 997          | [ * 1 ]      |

駅周辺の開発、宅地造成や2009年の北海道銀行ほしみ研修センター完成などにより、利用者は微増傾向にある。
2010年（平成22年）度の1日平均乗車人員のうち99.5%が定期券客であり、駅の利用はほぼ通勤通学者である。

## 駅周辺
札幌市と小樽市の境界付近にある。南西は手稲山に連なる山地で、北に平地が広がる。その山の麓を国道5号や札樽自動車道が函館本線の線路とほぼ平行に走る。駅の東では星置川が北に向かって流れる。
国道5号の反対側の山麓や、星置川の対岸の平地には新興住宅地が広がっているが、2011年現在では駅前の開発は進んでおらず、未利用の更地ばかりである。西から北西の小樽市内には銭函工業団地があり工場が多く立地する。
北口・南口ともにロータリーが整備されており、北口はかつては路線バスが乗り入れた（札樽線 (ジェイ・アール北海道バス)、北海道中央バスおたもい（旧・色内）営業所も参照）。タクシープールらしきスペースもあるものの柵で閉鎖されている。

### 北口
- 国道337号（道央新道・道央圏連絡道路）
- 下手稲通
- 星観緑地
- 星置西公園
- 手稲星置簡易郵便局
- 北海道星置養護学校

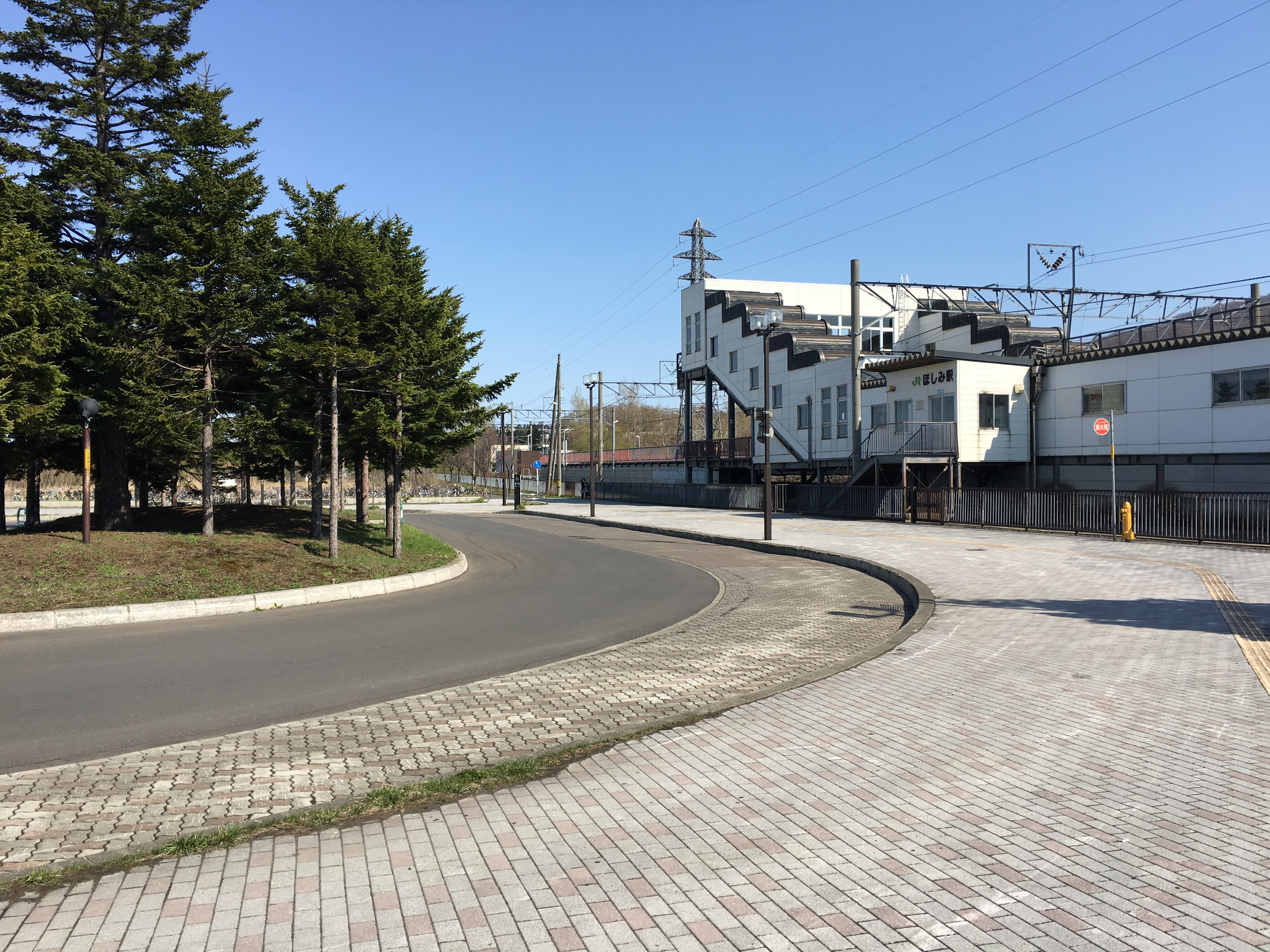
駅前広場（北口）（2017年5月）

  - 北海道星置養護学校ほしみ高等学園（旧北海道札幌稲西高等学校(2013年3月閉校)）
- コムシス北海道エンジニアリング本社
- ジェイ・アール北海道バス「星置2条7丁目」停留所（星置通沿い）

### 南口
- 国道5号（北5条手稲通）
- 北海道銀行ほしみ研修センター
- ムトウSPDセンター
- アスビックほしみ文書管理センター
- 星野稲荷神社
- 星置神社

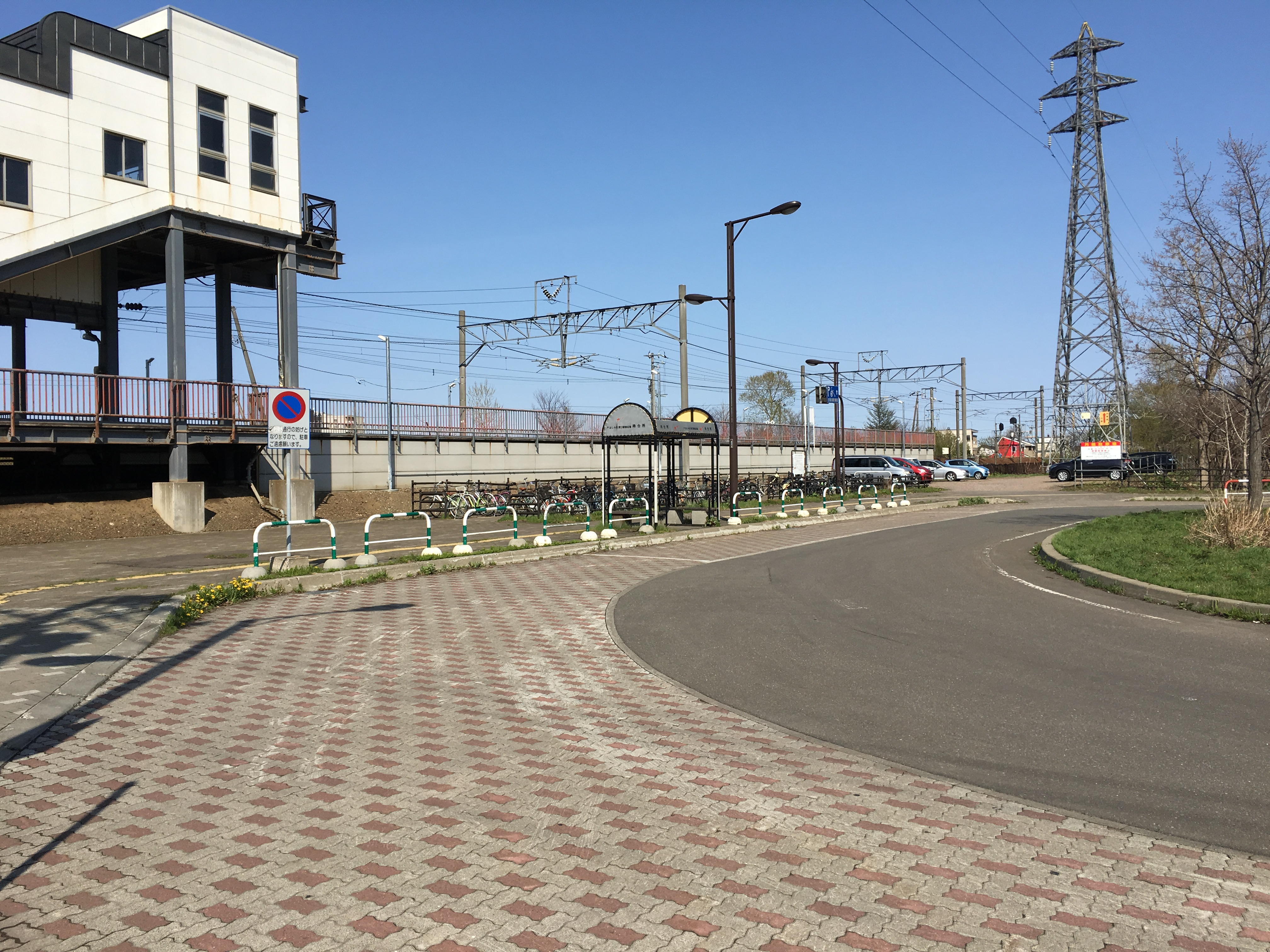
駅前広場（南口）（2017年5月）

- ジェイ・アール北海道バス「星置橋」停留所（国道5号線沿い）

## 隣の駅
北海道旅客鉄道（JR北海道）
■函館本線

銭函駅 (S11) - ほしみ駅 (S10) - 星置駅 (S09)